# Gruppo Abete
Gruppo Abete S.p.A. è una holding  cui fanno capo le attività della famiglia Abete nei settori degli immobili, delle case editrici, delle agenzie di stampa.
È proprietario dell'agenzia Askanews e dei settimanali Internazionale e L'essenziale, lanciato il 6 novembre 2021.

## Principali partecipazioni nel 2015
- Askanews
- Cinecittà
- Sviluppo Programmi Editoriali
- Bancaria Editrice